# Nasarre
Nasarre es una localidad y despoblado de España en la provincia de Huesca, Aragón. Actualmente pertenece al municipio de Bierge, en la  comarca del Somontano de Barbastro.

## Geografía
Se accede en coche mediante una pista que parte de la carretera Las Bellostas. A pie se accede desde Bara u Otín por la GR-1, o por Rodellar por el Mascún inferior. El pueblo se encuentra dentro del Parque natural de la Sierra y los Cañones de Guara.

## Historia
- Perteneció al municipio histórico de Rodellar.
- Quedó totalmente despoblado en la década de los años 1960.

## Demografía
| 30              | 37 | 33 | 33 | 32 | - | - | - | - | - | - | - |
| (Fuente: IAEST) |    |    |    |    |   |   |   |   |   |   |   |

## Monumentos
- Iglesia de San Andrés de Nasarre, del siglo XI. Su ábside posee una decoración a base de arquillos ciegos y friso de baquetones, algunos decorados. Fue reformada en el siglo XVII.[1] Está declarada como monumento histórico-artístico.[2]